# Clan Sengoku

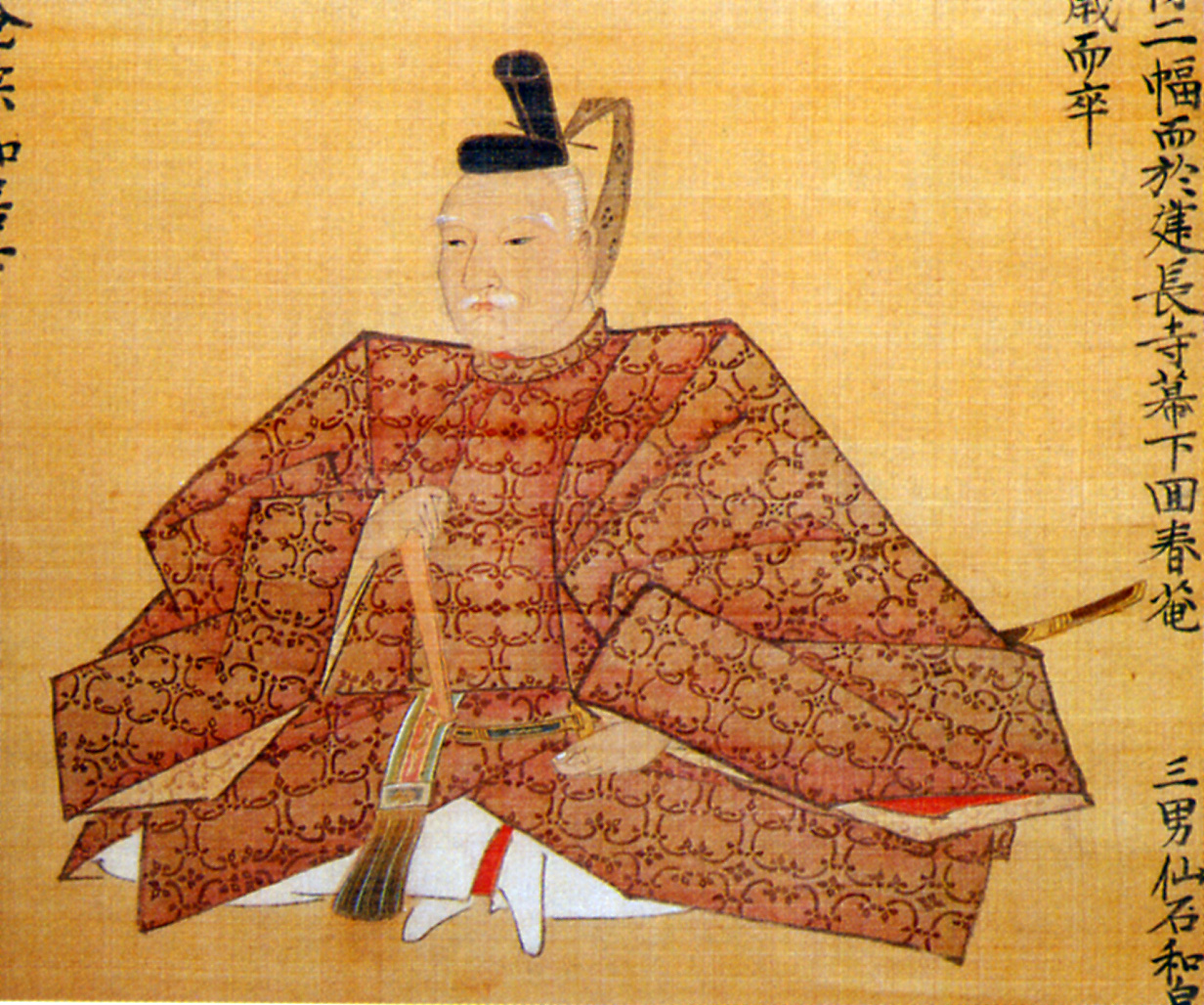
Sengoku Tadamasa, 1578-1628.

Le clan Sengoku (仙石 氏, Sengoku-shi) est une famille japonaise de samouraïs descendant de la Seiwa-Genji. 

## Histoire
La famille est originaire de la province de Mino. Au début de l'époque d'Edo, les Sengoku résident au domaine de Komoro. En 1706, la famille est déplacée au domaine d'Izushi de 30 000 koku de revenus. Le clan demeure dans la province de Tajima jusqu'à la fin de l'époque d'Edo. Le chef du clan est fait vicomte dans le cadre du système de pairie kazoku mis en place par le gouvernement de Meiji.

## Liste (très) partielle de membres du clan
- Sengoku Hisamori
- Sengoku Hidehisa
- Sengoku Tadamasa